# Alphonse Fortia de Piles
Alphonse Fortia de Piles, właściwie: Alphonse-Toussaint-Joseph-André-Marie-Marseille de Fortia de Piles (ur. 18 sierpnia 1758 w Marsylii, zm. 18 lutego 1826 w Sisteron) – francuski kompozytor operowy, pisarz, oficer wojsk królewskich, gubernator Marsylii, hrabia Piles, książę Fortia.

## Życiorys
Pochodził z arystokratycznej rodziny pochodzenia katalońskiego. Zaczął komponować opery, kiedy przebywał w garnizonie w Nancy (La Fée Urgèle, Vénus et Adonis (1784), Le Pouvoir de l'amour (1785), L'Officier français à l'armée (1786). Po wybuchu rewolucji opuścił Francję w 1790 i zaczął podróżować po Europie (m.in. państwa niemieckie, Dania, Polska, Rosja i Szwecja). Napisał pod pseudonimem m.in. powieść Mystifications de Caillot-Duval (współautor: Pierre de Boisgelin de Kerdu, publikacja w 1814 w Paryżu).